# Hydromagmatisme
L'hydromagmatisme recouvre l'ensemble des phénomènes volcaniques éruptifs où se produit une interaction violente entre un magma (ou une lave) et l'eau.
L'hydromagmatisme s'intéresse également aux mécanismes d'exsolution de l'eau dans le magma. Quand la pression diminue lors de la remontée du magma, l'eau qu'il contient va progressivement passer sous forme de gaz (exsolution) et provoquer une éruption explosive.  La vaporisation soudaine d'une certaine quantité d'eau ou la libération brutale d'une masse de vapeur d'eau montée en pression déclenchent des explosions d'une plus ou moins grande intensité. L'hydrovolcanologie, s'intéresse aussi aux phénomènes para-volcaniques (solfatares, lacs acides, geysers, fumeurs, Jökulhaups, lahars, volcans de boue...).
Des explosions hydromagmatiques surviennent notamment lorsque le magma sort à faible profondeur sous la surface de la mer comme ce fut le cas au moment de l'émersion de l'île Surtsey en Islande en 1963-1964. Tant que la hauteur d'eau exerce une pression suffisante, cette pression contraint la lave émise à s'écouler sur le fond marin et à édifier peu à peu un volcan sous-marin. Mais lorsque le volcan est sur le point de sortir des flots, la pression de l'eau n'est plus suffisante et la trempe brutale du magma libéré provoque une vaporisation instantanée de l'eau. La détente est explosive et fragmente la lave en minuscules particules projetées sous forme de gerbes noires en forme de cyprès, les gerbes cypressoides, associées à d'immenses panaches blancs de vapeur et de gouttelettes d'eau. Les particules de lave instantanément refroidies ne cristallisent pas, elles restent dans un état vitrifié, et s'amoncellent pour former des dépôts agglomérés de fines aiguilles de verre, les hyaloclastites.
Ces tephra particuliers sont très sensibles à l'altération par l'eau et se transforment fréquemment en une substance consolidée  de couleur jaune, la palagonite, au cours d'un processus complexe, la palagonitisation. Plusieurs modèles, éventuellement combinés, pourraient expliquer et guider le processus selon l'origine de l'eau, celle qui a été piégée entre les particules au cours de l'explosion, celle qui peut circuler dans l'épaisseur du matériau sous la forme de flux hydrothermaux ou bien celle qui est amenée par la pluie. Des bactéries pourraient également contribuer à la transformation. Le processus est géologiquement rapide et peut aboutir en quelques années. Dans les terrains de roches volcaniques, les niveaux massifs de couleur jaune sont ainsi souvent la signature d'épisodes hydromagmatiques. 
Il arrive également que l'eau de surface interagisse avec la roche en fusion lorsque des coulées de lave se déversent dans l'océan. Cela se produit régulièrement à Hawaï ou à La Réunion. En général l'ampleur du phénomène demeure très localisée et l'on ne peut pas réellement parler d'hydromagmatisme. Cependant lorsque le débit de lave est très important comme ce fut le cas à La Réunion lors de l'éruption du Piton de la Fournaise d'avril 2007, on observe également des explosions avec formation de panaches de lave pulvérisée et retombée  de ce « sable » de lave fragmentée dans un rayon de plusieurs kilomètres.
Mais les phénomènes les plus violents d'hydromagmatisme s'observent parmi ceux qui font intervenir des eaux souterraines ou éventuellement sous-glaciaires. Le magma peut provoquer la vaporisation d'une nappe phréatique dont l'explosion soudaine dans les cas les plus intenses est capable d'atteindre des vitesses supersoniques et de faire éclater les roches encaissantes. L'éruption est dite phréatomagmatique lorsqu'il y a eu rencontre du magma et de l'eau, elle est simplement phréatique lorsque la montée en chaleur a suffi pour provoquer la vaporisation et l'explosion. Dans le premier cas, les produits de l'explosion sont un mélange de magma et d'éclats de roches encaissantes ; dans le second cas on ne trouve que des morceaux de roches encaissantes brisées.

### Sources
- Pascal Richet, Guide des volcans d'Outre-mer, Paris, Belin et BRGM éditions, coll. « Guides savants », juin 2003, 427 p. (ISBN 978-2-7011-3382-9 et 2701133823), p. 52-57
- Pascal Richet, Jean-Yves Cottin, Joël Dyon, René Maury, Nicolas Villeneuve, Guide des volcans d'Outre-mer, Paris - Orléans, Belin et BRGM éditions, coll. « Guides savants », mai 2007, 2e éd., 492 p. (ISBN 978-2-7011-4510-5, LCCN 2009431538), p. 56-59
- Michel Detay, Pierre Thomas. Hydrovolcanologie appliquée à la phase hydrothermale, Planète Terre et LAVE, revue de l’association de volcanologie européenne, 159, 14-27 (2012).
- Michel Detay & Anne-Marie Detay. Volcans - du feu et d'eau. Belin Ed. 208 p. (2013).  (ISBN 978-2-7011-7561-4)